# Месть Марсельца
«Месть Марсельца» — французско-итальянский кинофильм, снятый по роману Жозе Джованни «Отлучённый», классика жанра детективная драма. Оригинальное название фильма: «Un nommé La Rocca» (≈рус. Некто по имени Ла Рокка).

## Сюжет
Член преступной группы Роберто Ла Рокка (Жан-Поль Бельмондо) узнаёт о неприятностях случившихся с его другом Ксавье Аде (Пьер Ванек), которого разыскивает полиция из-за ложного доноса. Незадолго до этого был убит партнёр владельца одного казино и в полицию позвонил неизвестный, утверждающий, что убийца — Аде. Подозрение друзей Ксавье падает на партнёра убитого — Вилланову и они решают собрать доказательства против него. Для этого Рокка знакомится с любовницей Виллановы, пытаясь выудить у неё правду. Ради него она бросает Вилланову, который решает убить соперника. Но Рокка опережает, застрелив его и берёт управление казино в свои руки.
Между тем Ксавье приговаривают к десяти годам тюрьмы. А вскоре и Рокка попадает в ту же тюрьму за убийство нескольких рэкетиров во время бандитской разборки. Узнав, что Ксавье находится в карцерном блоке за нарушение тюремного режима и над ним издевается другой заключённый, Роберто, сам нарушив режим, попадает в карцер и разбирается с обидчиком друга. Когда заключённым предлагают участвовать в разминировании побережья для уменьшения срока, Рокка и Ксавье соглашаются.
После освобождения, Роберто, Ксавье, потерявший руку при разминировании и его сестра Женевьева (Кристина Кауфманн) обдумывают идею купить дом и жить вместе. Чтобы оплатить покупку, Ксавье грабит своего бывшего партнёра. Это стоит жизни Женевьеве, из-за чего влюблённый в неё Рокка оставляет своего друга.

## Интересные факты
- В фильме действие разворачивается в послевоенный период, тогда как действие романа охватывает период с середины 1930-х по середину 1940-х годов.
- В 1972 году Жозе Джованни снял собственную киноверсию своего романа под названием «Приносящий беду» («La Scoumoune». В российском прокате фильм зарегистрирован под названием «Клан марсельцев»). Главную роль также исполнил Жан-Поль Бельмондо.
- В обоих фильмах сыграл и Мишель Константен. В «Мести марсельца» он исполнил роль главаря банды, во время перестрелки с которой был ранен Роберто. В «Клан марсельцев» он сыграл Ксавье.